# جيمس إتش ماكجرو
جيمس إتش ماكجرو (بالإنجليزية: James H. McGraw)‏ هو ناشر وشخصية أعمال أمريكي، ولد في 1860 في هارموني في الولايات المتحدة، وتوفي في 1948.

## وصلات خارجية
- جيمس إتش ماكجرو على موقع إن إن دي بي (الإنجليزية)